# أسطورة أراتا
أسطورة أراتا (باليابانية: アラタカンガタリ 〜革神語〜، بالروماجي: Arata Kangatari) (بالإنجليزية: Arata: The Legend)‏ هي سلسلة مانغا يابانية من تأليف يو واتاسي، نشرت من قبل شوغاكوكان في مجلة شونن سندي الأسبوعية، منذ 15 أكتوبر 2008. أنتجت إلى أنمي تلفزيوني من قبل استوديو ساتلايت، عرض الأنمي في 9 أبريل عام 2013 واستمر عرضه حتى 1 يوليو عام 2013، وتكون من 12 حلقة.

## القصة
تدور أحداث القصة عن آراتا هينوهارا، الذي يأتي من عالم اسمه أماواكوني إلى اليابان الحديثة، ويتنكر بشكل طالب في المدرسة الثانوية.

## الشخصيات
أراتا هينوهارا (باليابانية: 日ノ原 革، بالروماجي: Hinohara Arata)
مؤدي الصوت: نوبوهيكو أوكاموتو
كوتوها (باليابانية: コトハ، بالروماجي: Kotoha)
مؤدية الصوت: أياهي تاكاغاكي
الأميرة كيكوري (باليابانية: キクリ، بالروماجي: Kikuri)
مؤدية الصوت: هيبيكو يامامورا
ماساتو كادواكي (باليابانية: 門脇 将人، بالروماجي: Kadowaki Masato)
مؤدي الصوت: ريوهيه كيمورا
كاناغي (باليابانية: カンナギ، بالروماجي: Kannagi)
مؤدي الصوت: يوكي أونو
ميكوسا (باليابانية: ミクサ، بالروماجي: Mikusa)
أراتا (باليابانية: アラタ، بالروماجي: Arata)
مؤدي الصوت: يوشيتسوغو ماتسوؤكا
إيمينا أوريبي (باليابانية: 織部 実名، بالروماجي: Oribe Imina)
هاروناوا (باليابانية: ハルナワ، بالروماجي: Harunawa)
مؤدي الصوت: أكيرا إيشيدا

## وصلات خارجية
- Arata section at the author's website باللغة اليابانية
- Arata: The Legend at فيز ميديا
- Arata: The Legend at Viz Media's Shonen Sunday site
- أسطورة أراتا على موقع ANN manga (الإنجليزية)